# Антилопи

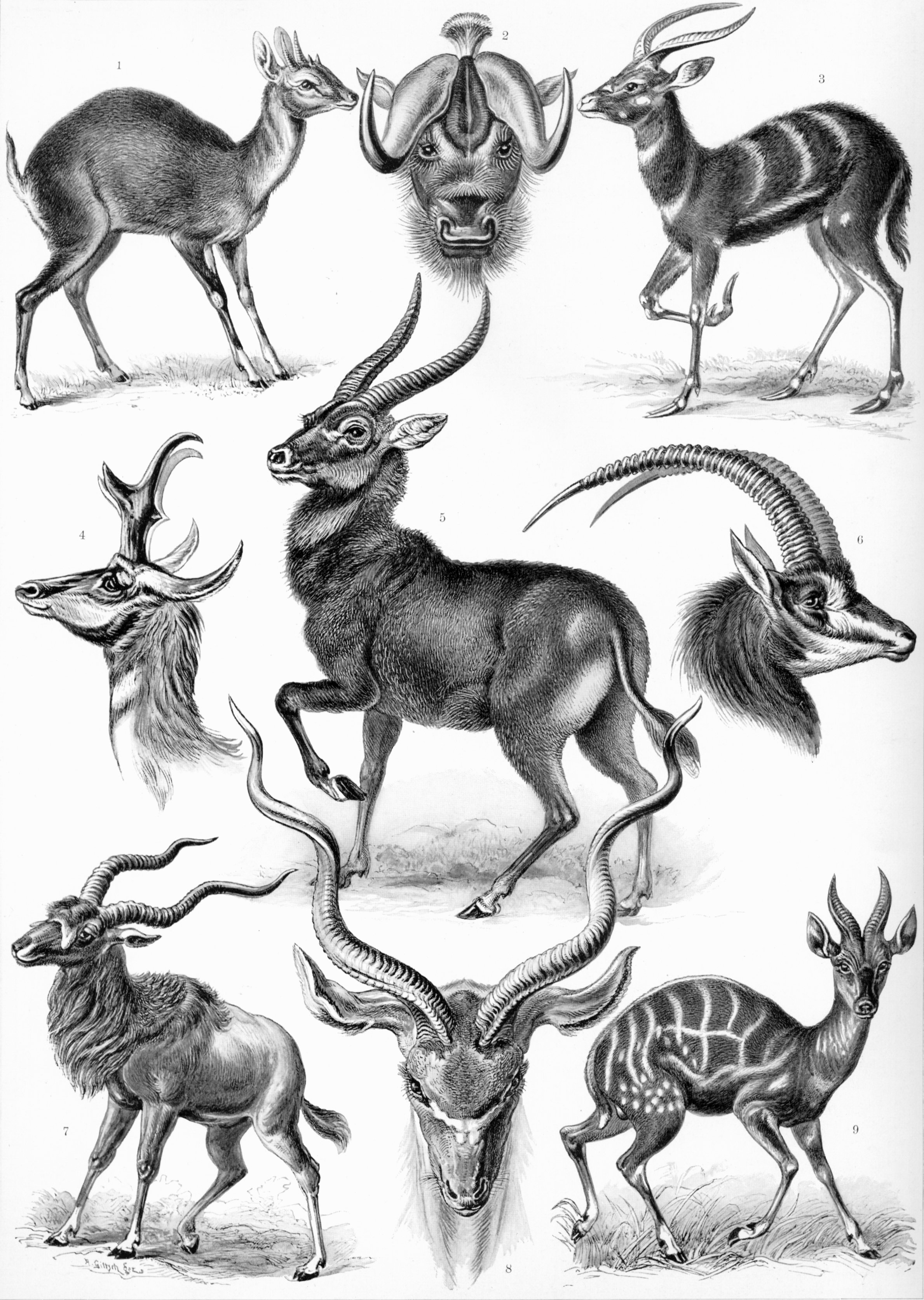
Аркуш 100. Антилопи. Ілюстрація Ернста Геккеля з праці «Краса форм у природі» (Kunstformen der Natur), 1904 року

Антило́пи (букв. «квіткоокі», грец. ανθος — квітка, ωψ — око) — узагальнена назва для кількох груп родів з родини бикових (Bovidae), в основі якої лежить назва роду Антилопа (Antilope).

## Таксономічні межі групи
Раніше всіх антилоп об'єднували в одну підродину Antilopinae. Тепер є спроби поділити їх на кілька підродин, але загальноприйнятої схеми такого поділу немає.
- див. також: антилопові (підродина) та  антилопа (рід)

## Антилопи якекоморфологічний тип
Спорідненість антилоп іноді дуже далека (збірна група), а зовнішня їх подібність зумовлена подібністю умов існування. Тобто це екоморфологічний тип.
Антилопи — переважно "легкі" й стадні тварини відкритих просторів (степів, напівпустель), деякі — гірські; розміри дуже різні — від величини зайця до бика.
Роги різноманітної форми, здебільшого є в обох статей, постійні, лише у вилорога вони періодично спадають. Антилопи є об'єктами мисливства; використовуються м'ясо, шкура, роги. Поширені антилопи переважно в Африці, а також Пд. і Центр. Азії, Пд.-Сх. Європі і Пн. Америці. В Пд. Америці (Бразилія) відомі лише викопні антилопи.

## Видове різноманіття
Відомо багато вимерлих видів антилоп, які, починаючи з міоцену, жили в Африці, Азії, Європі, зокрема в Україні (газель, трагоцер).
Всього тепер живе бл. 150 видів. 
Найвідоміші групи тварин екоморфологічного типу "антилопа": 
- підродина Шаблерогові (Hippotraginae): аддакс, орикс (в тому числі бейза) та ін.,
- підродина Антилопові (Antilopinae): сайгак, газель, джейран, Газель Томсона, пантолопа та ін.,
- підродина Бубалові (Alcelaphinae): бубал, гну,
- підродина Бикові (Bovinae): нільгау, канна,
- підродина козлові (Caprinae): горал, козиця та ін.

В сучасній дикій фауні України антилопи відсутні. Сайгак реакліматизований в кол. Азово-Сивашському заповідно-мисливському господарстві.

## Одомашнення
В Давньому Єгипті деякі антилопи були одомашнені. В Українському н-д. інституті тваринництва степових районів імені М. Ф. Іванова «Асканія-Нова» одомашнюють як м'ясо-молочну тварину канну. 